# Crayon Shin-chan: Arashi o Yobu! Ola to uchū no princess
Crayon Shin-chan: Arashi o Yobu! Ora to Uchū no Princess (クレヨンしんちゃん 嵐を呼ぶ!オラと宇宙のプリンセスCrayon Shin-chan: Arashi o Yobu! Ora to Uchū no Princess) là một bộ phim anime Nhật Bản 2012.
"Slogan là goodbye, sunflower, "" silly, sometimes, brother. " Bộ phim tổ chức kỉ niệm 20 năm Crayon Shin Chan. Bộ phim này là bộ phim thứ 20 của bộ truyện tranh gốc là "Shin - Cậu bé bút chì" do họa sĩ truyện tranh Usui Yoshito" viết nội dung và minh họa.

## Phân vai
- Nohara Shinnosuke: Yajima Akiko
- Nohara Misae: Narahashi Miki
- Nohara Hiroshi: Fujiwara Keiji
- Nohara Himawari: Kōrogi Satomi
- Kazama Toru / Shiro: Mashiba Mari
- Sakurada Nene: Hayashi Tamao
- Sato Masao: Ichiryūsai Teiyū
- Bo-chan: Satō Chie
- Principal teacher: Naya Rokurō
- Mr. Yoshinaga: Terada Halevi
- Mr. Matsuzaka: Tomizawa Michie
- Masumi Ageo: Mitsuishi Kotono
- Mitch Motoko: Ohmoto Makoto
- Yoshirin: Sakaguchi Daisuke
- Nenemama 侚子Hagimori
- Through silver Cho
- Sunday Goronesuki Shozo Iizuka
- Uranasubin Mitsuo Iwata
- You Kyunー- Hidekatsu Shibata
- Decent-Ikemen Yuji Mitsuya
- Boinda de Yodesu Noriko Hidaka
- Shrill-Keronpa Maria Kawamura
- Mokkun Motoyoshi corner formed
- Getz eight parent Tsuji
- B of the field people Reiko Suzuki
- Twink corps Ikumen DE - Shozo Endo, Naoki Tanaka (Cocorico), Teruyuki Tsuchida, Takashi Fujii
- Star announcer Hatorishin sunflower Shinichi Hatori

## Nội dung
Shin hay không cho em bé Himawari gói bim bim, vì Shin chỉ thích giữ chứ không cho ai, Shin ghét Himawari nên muốn Hima biến mất. May sao có người lạ mặt từ hành tinh Himawari đến. Từ đó, Hima là công chúa vũ trụ. Vậy là 30 năm nữa, tức là lúc đó bố nghỉ hưu, thì cả nhà mới đuợc phép gặp lại Himawari. Nhà Nohara lao vào giành lại em bé với nhiều phiêu lưu, lúc đó nhóm bạn Shin tới chỗ tồi tàn mà nơi "người đó" đang "làm việc". Cuối cùng giành lại được em bé, và nhà Nohara đoàn tụ trở lại.